# Besserverdiener
Besserverdiener oder Besserverdienende sind Personen, die ein überdurchschnittliches Einkommen haben. Eine allgemein verbindliche Definition dieser Begriffe gibt es allerdings nicht.
Vergleichbare Bezeichnungen sind Spitzenverdiener, Topverdiener oder Höchstverdiener, die jemanden bezeichnen, „der zur Gruppe derer gehört, die am meisten Geld verdienen“. Eine Abgrenzung zwischen den „normalen“ und den „höchsten“ Einkommen ist schwierig und meist subjektiv. Einen Hinweis geben die regelmäßig veröffentlichten Einkommensteuerstatistiken. Die Begriffe werden oft als politische Schlagworte, beispielsweise in der Steuer- und Sozialpolitik, aber auch im Zusammenhang mit der Finanz- und Bankenkrise verwendet. Für die fachlichen Sachverhalte siehe Einkommensverteilung.

## Deutschland

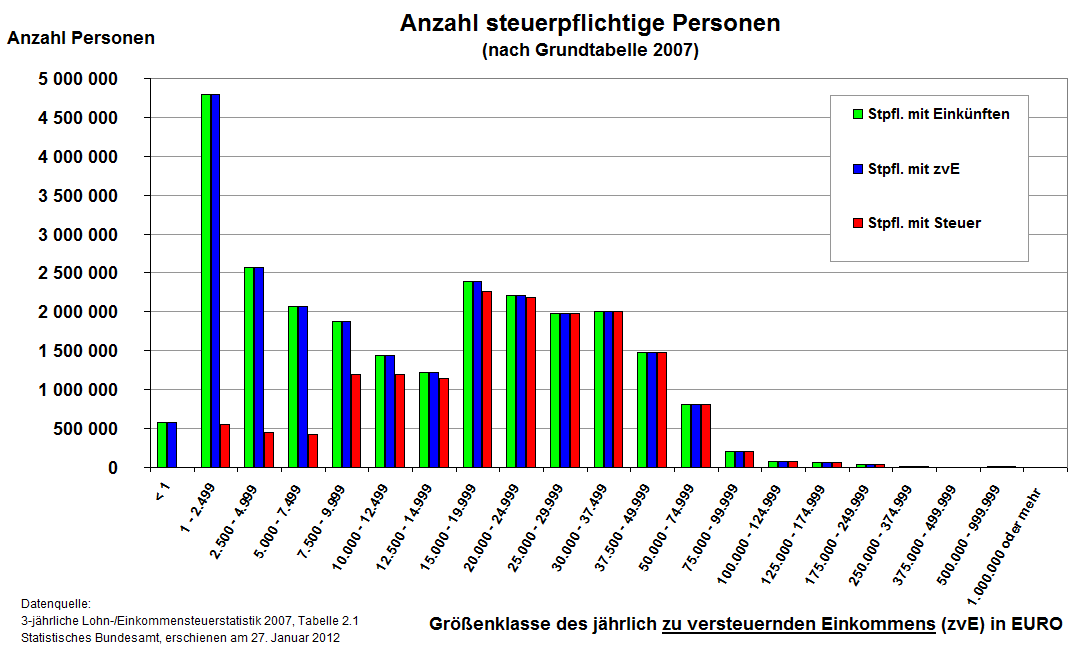
Verteilung der zu versteuernden Einkommen in Deutschland 2007 (Personen nach Grundtarif)

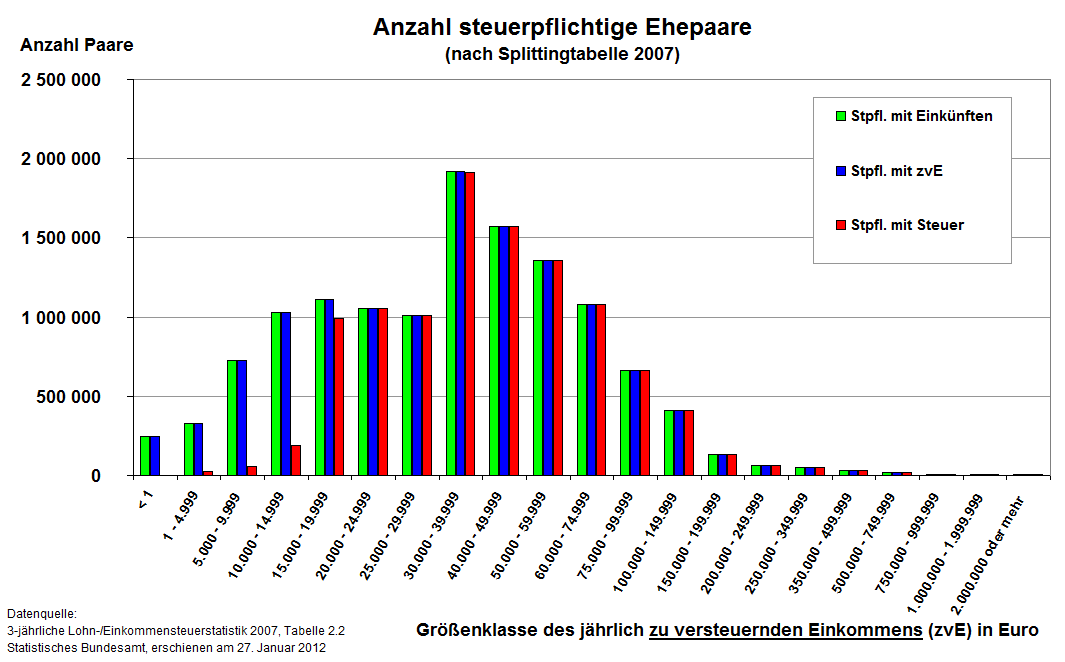
Verteilung der zu versteuernden Einkommen in Deutschland 2007 (Paare nach Splittingtarif)

Ein Beispiel für die Verwendung des Wortes „Spitzenverdiener“ im Sprachgebrauch findet sich in der Einkommensteuerstatistik, dort liegt die Gruppe der Spitzenverdiener bei Einkünften von mehr als 180.000 Euro pro Jahr.
Der Vorsitzende des Deutschen Gewerkschaftsbundes Michael Sommer kritisierte im Jahre 2009 die Gehälter von Managern und erinnerte daran, dass früher die Regel gegolten habe, dass der Direktor vielleicht das Zehn- oder Zwanzigfache des Facharbeiters verdiene und nicht das Hundert- oder Zweihundertfache.
Im Zusammenhang mit Nebeneinkünften von Abgeordneten wird von Abgeordnetenwatch eine spezielle Liste veröffentlicht, die auch mit „Spitzenverdiener“ überschrieben ist, jedoch nur auf den Personenkreis von Bundestagsabgeordneten begrenzt ist.
Oft werden Menschen schon bei deutlich niedrigeren Einkommen zu „Besserverdienenden“ erklärt. Im Bundestagswahlkampf 1994 forderte der damalige SPD-Kanzlerkandidat Rudolf Scharping eine steuerliche Ergänzungsabgabe für Besserverdienende. Die SPD definierte damals Ledige ab einem Einkommen von 50.000 DM (nach heutiger Kaufkraft ca. 43.700 Euro) und Verheiratete ab 100.000 DM als „Besserverdienende“. Da selbst Facharbeiter-Einkommen teilweise höher lagen, stießen diese Einordnungen auf starke Kritik. Der Versuch von Scharping, diese Werte als eine Verwechselung von Brutto- und Netto-Einkommen zu erklären, führte erst zu Spott der Öffentlichkeit und trug später zur Wahlniederlage Scharpings bei.
Der FDP wird mitunter vorgeworfen, die „Partei der Besserverdienenden“ zu sein. Tatsächlich hatte der ehemalige FDP-Generalsekretär Werner Hoyer im Bundestagswahlkampf 1994 diese Formulierung erstmals – als Reaktion auf den oben erwähnten Lapsus von Rudolf Scharping – gebraucht. Seine Aussage lautete: „Wir sind die Partei der Besserverdiener, weil wir wollen, dass alle besser verdienen“.
Der Parteienforscher Franz Walter veröffentlichte im April 2010 ein Buch mit dem Titel Gelb oder Grün?: Kleine Parteiengeschichte der besserverdienenden Mitte in Deutschland.

### Unterschiedliche Abgrenzungen

#### Spitzensteuersatz bei der Einkommensteuer
Im Bundestagswahlkampf 2005 forderte die SPD, "dass hohe Individualeinkommen – ab einem Jahreseinkommen
von 250.000 Euro (Ledige) bzw. 500.000 Euro (Verheiratete) – stärker zur Finanzierung von notwendigen
staatlichen Aufgaben – vor allem für Bildung und Forschung – herangezogen werden und dafür einen um 3 %-Punkte erhöhten Spitzensteuersatz bezahlen". Damals betrug der Spitzensteuersatz noch 42 Prozent, während im Jahre 2013 Besserverdienende ab 250.731 Euro zu versteuerndem Jahreseinkommen einen Spitzensteuersatz von 45 Prozent bezahlen.

#### Beitragsbemessungsgrenzen der Sozialversicherungen
Die Beitragsbemessungsgrenzen für die gesetzliche Rentenversicherung werden häufig als Grenzwert für Besserverdienende identifiziert, da sie das Bruttoeinkommen bezeichnen, von dem an Beiträge zur gesetzlichen Rentenversicherung nicht mehr erhoben werden. Zwar erhöht sich dieser Wert jährlich; dennoch wird er gerne in Diskussionen genutzt, da er für jedermann nachvollziehbar ist.